# Полажеєво
Полажеєво (пол. Połażejewo, нім. Pfohlsheim) — село в Польщі, у гміні Сьрода-Велькопольська Сьредського повіту Великопольського воєводства.
Населення — 187 осіб (2011).
У 1975-1998 роках село належало до Познанського воєводства.

## Демографія
Демографічна структура станом на 31 березня 2011 року:
|          | Загалом | Допрацездатний вік | Працездатний вік | Постпрацездатний вік |
| -------- | ------- | ------------------ | ---------------- | -------------------- |
| Чоловіки | 96      | 23                 | 69               | 4                    |
| Жінки    | 91      | 20                 | 55               | 16                   |
| Разом    | 187     | 43                 | 124              | 20                   |